# Zahorszczyzna (Raciunki)
Zahorszczyzna – dawny zaścianek. Obecnie część wsi Raciunki na Białorusi, w obwodzie witebskim, w rejonie brasławskim, w sielsowiecie Słobódka.
Inna nazwa miejscowości to Zagórszczyzna.

## Historia
W latach 1921–1939 zaścianek leżał w Polsce, w województwie nowogródzkim (od 1926 w województwie wileńskim), w powiecie brasławskim, w gminie Brasław.
Według Powszechnego Spisu Ludności z 1921 roku zamieszkiwało tu 19 osób, wszystkie były wyznania rzymskokatolickiego i zadeklarowały polską przynależność narodową. Były tu 2 budynki mieszkalne. W 1931 w 4 domach zamieszkiwało 18 osób.
Zaścianek należał do parafii rzymskokatolickiej w Brasławiu. W 1933 podlegał pod Sąd Grodzki w Brasławiu i Okręgowy w Wilnie; właściwy urząd pocztowy mieścił się w Brasławiu.
W 1971 wieś została włączona w skład Raciunek.